# Wimple Dome
Der Wimple Dome (von englisch wimple ‚Nonnenhaube‘ und englisch dome ‚Kuppel‘) ist ein 725 m hoher und vereister Hügel auf der Trinity-Halbinsel im Norden des Grahamlands auf der Antarktischen Halbinsel. Er ragt 3 km südlich des Hanson Hill und ebensoweit östlich der Bone Bay auf.
Wissenschaftler des Falkland Islands Dependencies Survey nahmen 1948 Vermessungen und die deskriptive Benennung vor.